# 아이즈엉겅퀴
아이즈엉겅퀴(일본어: 会津姫薊 아이즈히메아자미[*])는 국화과 엉겅퀴속의 여러해살이풀이다. 
엉겅퀴속의 식물은 분포 지역이 넓은 것과 극단적으로 좁은 것이 있는데, 아이즈엉겅퀴는 후자에 해당한다. 아이즈엉겅퀴는 일본 후쿠시마현 아이즈지방 및 아이즈지방에 접하는 야마가타현, 니가타현, 군마현, 도치기현 일부에 분포한다.